# William Westmoreland
William Childs Westmoreland (Saxon, 26 de março de 1914 – Charleston, 18 de julho de 2005) foi um general do exército dos Estados Unidos, comandante das tropas norte-americanas na Guerra do Vietnã, entre 1964 e 1968. Ele também serviu como Chefe do Estado-Maior do Exército americano de 1968 a 1972.

## Juventude
Filho de James Ripley Westmoreland e Eugenia Childs, Westy cresceu em uma família de classe média na Carolina do Sul. Demonstrando interesse por uma carreira militar desde cedo, ingressou na Academia Militar de West Point, onde se formou em 1936, após se destacar como cadete. Seu desempenho em West Point refletia sua disciplina e habilidades de liderança, como foi descrito por seus superiores na época, preparando-o para uma carreira longa e complexa no exército dos Estados Unidos.

## Carreira militar
No início de sua carreira militar, Westmoreland participou de diversas campanhas e missões importantes. Durante a Segunda Guerra Mundial, ele serviu como oficial de artilharia, passando a comandar regimentos em missões no Norte da África e na Europa (lutando na Sicília, Normandia, Ardenas e Alemanha). Após a guerra, ele continuou a ascender nas fileiras militares, desempenhando papéis de liderança no pós-guerra, como parte do comando de unidades de infantaria e em operações táticas no exterior. Antes do conflito no Vietnã, ele já havia construído uma reputação de ser um comandante estratégico e meticuloso.

### Guerra do Vietnã

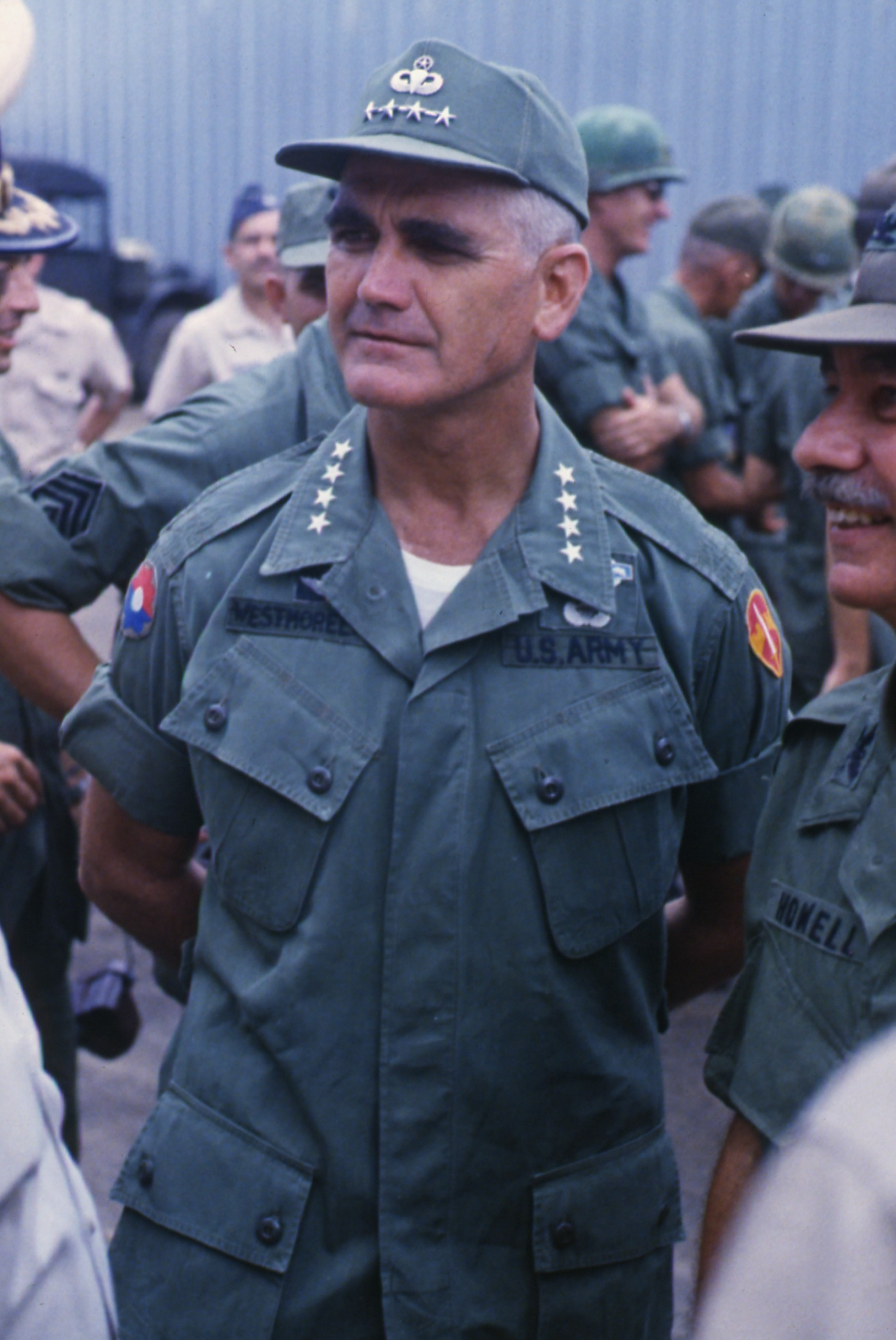
O general Westmoreland em meio de suas tropas no Vietnã do Sul.

Westmoreland é mais conhecido por seu papel como comandante das forças americanas durante a Guerra do Vietnã, servindo de 1964 a 1968. Ele foi o responsável por implementar a estratégia de "procurar e destruir", com o objetivo de desgastar as forças do Vietnã do Norte e os Viet Cong, através de um grande volume de tropas e recursos. Sob seu comando, o envolvimento dos Estados Unidos na guerra aumentou significativamente, passando de uma força de apoio para um envolvimento direto e massivo. Para medir o progresso da guerra, Westy se referia ao chamado  "body count", onde determinava seu sucesso contra os vietnamitas a partir do número de perdas em vidas que infligia a eles, já que não havia métricas claras para medir o progresso nos campos de batalha. No entanto, apesar das tentativas de enfraquecer o inimigo, a guerra se arrastou por anos e tornou-se impopular entre o público americano, especialmente após a Ofensiva do Tet em 1968, que expôs a vulnerabilidade das tropas americanas. A gestão de Westy foi amplamente criticada por sua incapacidade de assegurar uma vitória clara, apesar dos recursos e do número de soldados mobilizados (chegou a comandar 535 000 soldados no Vietnã).

### Pós Guerra
Após a Guerra do Vietnã, Westmoreland retornou aos Estados Unidos e serviu como Chefe do Estado-Maior do Exército até sua aposentadoria em 1972. Em seus últimos anos, ele defendeu seu legado, alegando que sua estratégia no Vietnã foi comprometida por decisões políticas que limitaram o escopo militar. Ele chegou a concorrer, sem sucesso, ao cargo de governador da Carolina do Sul em 1974. Ele faleceu em 2005, deixando um legado controverso. Enquanto alguns o reconhecem como um líder que seguiu ordens sob circunstâncias difíceis, outros o culpam pelo prolongamento de um conflito desgastante e malsucedido.